# Sân bay quốc gia Minsk
Sân bay quốc gia Minsk (IATA: MSQ, ICAO: UMMS) (tiếng Belarus: Нацыянальны аэрапорт Мiнск, /natsɨja'nalʲnɨ aera'port mʲinsk/; tiếng Nga: Национальный аэропорт Минск) là sân bay quốc tế ở Belarus, cách thủ đô Minsk 42 km về phía đông. Sân bay này bắt đầu hoạt động từ tháng 7 năm 1982. Nhà ga hiện nay được khai trương ngày 28 tháng 3 năm 1989 và thay thế sân bay Minsk-1 cũ nằm về phía nam thành phố.
Sân bay này có một đường cất hạ cánh dài 3640 m và rộng 60 m.
Sân bay này là trung tâm hoạt động của hãng hàng không quốc gia Belarus Belavia (vận chuyển hành khách) và TransAVIAexport Airlines (vận chuyển hàng hóa). Sân bay này có năng lực 5 triệu lượt khách mỗi năm. Năm 2006, đã có 2,5 triệu lượt khách thông qua sân bay này..

## Các hãng hàng không và các tuyến điểm
- airBaltic (Riga)
- Aerosvit (Kiev-Boryspil)
- Aeroflot (Moscow-Sheremeteyvo)
- Armavia (Yerevan)
- Austrian Airlines (Vienna)
- Azerbaijan Airlines (Baku)
- Belavia (Astana [theo mùa từ 29 tháng 6 - 31 tháng 8], Baku, Berlin-Schönefeld, Frankfurt, Istanbul-Atatürk, Kaliningrad, Kiev-Boryspil,Larnaca, London-Gatwick, Manchester, Milan-Malpensa [Begins ngày 15 tháng 6 năm 2008], Moscow-Domodedovo, Moscow-Sheremetyevo, Paris-Charles de Gaulle, Prague, Riga, Rome-Fiumicino, St. Petersburg, Shannon, Simferopol, Sochi, Tbilisi, Tel Aviv, Warsaw, Yerevan)[2]
- Czech Airlines (Prague)
- El Al (Tel Aviv)
- Estonian Air
  - operated by Estonian Air Regional (Tallinn)
- Georgian Airways (Tbilisi)
- LOT Polish Airlines (Warsaw)
- Lufthansa (Frankfurt)
- Turkish Airlines (Istanbul-Ataturk)